# NTRUSign
NTRUSign, также известный как NTRU Signature Algorithm, является ключевым алгоритмом шифрования с открытым ключом цифровой подписи на основе схемы подписи GGH.

## История
Впервые алгоритм был представлен на сессии en:Asiacrypt 2001 года и опубликован в рецензируемой форме на конференции RSA 2003 года. Издание 2003 года включало рекомендации параметров для уровня безопасности 80 бит. В следующей публикации 2005 года были пересмотрены рекомендации для уровня безопасности 80 бит, а также представлены параметры востребованных уровней безопасности 112, 128, 160, 192 и 256 бит и описаны алгоритмы для получения наборов параметров для любого желаемого уровня безопасности. NTRU Cryptosystems, Inc. подали заявку на патент на данный алгоритм.[когда?]

## Особенности
NTRUSign включает в себя отображение сообщения для случайной точки в 2N-мерном пространстве, где N является одним из параметров NTRUSign, и решение проблемы нахождения ближайшего вектора в решётке, тесно связанной с решёткой NTRUEncrypt. Данная решётка обладает свойством: частный 2N-мерный базис для решётки можно описать с помощью 2-х векторов, каждый из которых состоит из N коэффициентов и базиса, который может быть определён отдельным N-размерным вектором. Это позволяет представлять открытые ключи в {\displaystyle O(N)} пространстве, а не {\displaystyle O(N^{2})}, как и в случае с другими схемами подписи на основе решёток. Операции занимают {\displaystyle O(N^{2})} времени, в отличие от {\displaystyle O(N^{3})} для криптографии на эллиптических кривых и RSA. Поэтому NTRUSign быстрее данных алгоритмов при низких уровнях безопасности и значительно быстрее при высоких уровнях безопасности.
NTRUSign находится в стадии рассмотрения по стандартизации рабочей группой IEEE P1363.

## Описание алгоритма
Так же как и в NTRUEncrypt, в NTRUSign вычисления производятся в кольце {\displaystyle R=\mathbb {Z} _{q}[X]/(X^{N}-1)}, где умножение „{\displaystyle *}“ является циклической сверткой  по модулю {\displaystyle q}.
Произведением двух полиномов {\displaystyle f=[f_{0},f_{1},\ldots ,f_{N-1}]} и {\displaystyle g=[g_{0},g_{1},\ldots ,g_{N-1}]} является {\displaystyle f*g=\sum _{i+j\equiv k\mod N}f_{i}\cdot g_{j}\mod q}.

За основу  NTRUSign могут быть взяты стандартные или транспонированные решетки. Основное преимущество транспонированной решетки заключается в том, что  коэффициенты многочлена   принадлежат {-1,0,1}. Это увеличивает скорость умножения.

### Генерация ключа
- Входные данные: целые {\displaystyle N,q,d_{f},d_{g},B>0}, строка {\displaystyle t=standard} или {\displaystyle transpose}.
- Генерация {\displaystyle B} закрытых решёточных базисов и один открытый решеточный базис

Установить {\displaystyle i=B}. До тех пор, пока {\displaystyle i>0}:
1. Произвольно выбрать {\displaystyle f}, {\displaystyle g} ∈ {\displaystyle \mathbb {R} }, взаимно простые с {\displaystyle d_{f}}, {\displaystyle d_{g}} соответственно.
2. Найти малые {\displaystyle F,G\in R} такие, что {\displaystyle f*G-F*g=q}.
3. Если {\displaystyle t=standard}, установить {\displaystyle f_{i}=f} и {\displaystyle f'_{i}=F}.

Если {\displaystyle t=transpose}, установить {\displaystyle f_{i}=f} и {\displaystyle f'_{i}=g}.
Вычислить {\displaystyle h_{i}=f_{i}^{-1}*f'_{i}modq}. Установить {\displaystyle i=i-1}.
- Публичный ключ: входные параметры и {\displaystyle h=ho=f_{0}^{-1}*f'_{0}\operatorname {mod} q}.
- Закрытый ключ: {\displaystyle \left\{f_{i},f'_{i},h_{i}\right\}} для {\displaystyle i=0...B}.

### Подпись
Подпись требует хеш-функцию {\displaystyle H:{\mathcal {D}}\rightarrow R} на цифровом пространстве документа {\displaystyle {\mathcal {D}}}. 
- Входные данные: цифровой документ {\displaystyle D\in {\mathcal {D}}} и закрытый ключ {\displaystyle \left\{f_{i},f'_{i},h_{i}\right\}} для {\displaystyle i=0...B}.
- Установить {\displaystyle r=0}.
- Установить {\displaystyle s=0} и {\displaystyle i=B}. Представить {\displaystyle r} как строку бит. Установить {\displaystyle m_{o}=H(D||r)}, где {\displaystyle ||} обозначает  конкатенацию. Установить {\displaystyle m=m_{o}}.

1. {\displaystyle \left\{f_{i},f'_{i},h_{i}\right\}} - {\displaystyle i}-е основание
2. Вычислить {\displaystyle x=\lfloor -{\frac {1}{q}}m_{i}*f'_{i}\rceil }
3. Вычислить {\displaystyle y=\lfloor {\frac {1}{q}}m_{i}*f_{i}\rceil }
4. {\displaystyle s_{i}=x*f+y*f'}
5. {\displaystyle m_{i}=si*(h_{i}-h_{i-1})\mod q}
6. Подпись: {\displaystyle s=s+s_{i}}

### Проверка подписи
Верификация требует такую же хеш-функцию {\displaystyle H}, «нормирующую связь» {\displaystyle {\mathcal {N}}\in \mathbb {R} } и норму полинома {\displaystyle ||.||}. Норма {\displaystyle ||t||} полинома {\displaystyle t} определяется как {\displaystyle \inf _{0\leq k<q}||t+kq||_{z}}, где {\displaystyle ||r||_{z}=\sum _{i=0}^{N-1}r_{i}^{2}-{\frac {1}{N}}\sum _{i=0}^{N}r_{i}} (где последнее - евклидова норма).
- Входные данные: Подписанные данные {\displaystyle (D,r,s)} и публичный ключ {\displaystyle h}.
- Представить r как строку бит. Установить {\displaystyle m=H(D||r)}.
- Вычислить {\displaystyle b=||(s,s*h-m\operatorname {mod} g))||}.
- подпись считается верной, если {\displaystyle b<{\mathcal {N}}}.

### Замечание
- Рекомендуемые параметры {\displaystyle (N,q,d_{f},d_{g},B,t,{\mathcal {N}})=(251,128,73,71,1,transpose,310)}